# Brigitte Totschnig
Brigitte Totschnig (n. 30 august 1954, Radstadt, Salzburg, Austria) este o schioare alpină ce a reprezentat Austria, medaliată olimpică. A participat la 2 ediții ale Jocurilor Olimpice (1972, 1976) în care a câștigat o medalie de argint.